# Фридрих Георг Август фон Хесен-Дармщат
Фридрих Георг Август фон Хесен-Дармщат (на немски: Friedrich Georg August von Hessen-Darmstadt; * 21 юли 1759 в Дармщат; † 19 май 1808 в Грос-Герау) е принц от Хесен-Дармщат.
Той е петият син на ландграф Георг Вилхелм фон Хесен-Дармщат (1722 – 1782) и съпругата му Мария Луиза фон Лайнинген-Дагсбург-Фалкенбург (1729 – 1818), дъщеря на граф Христиан Карл Райнхард фон Лайнинген-Дагсбург.
Брат е на Лудвиг Георг Карл (1749 – 1823), Георг Карл (1754 – 1830) и Карл Вилхелм Георг (1757 – 1797). 

## Фамилия
Фридрих Георг се жени (морганатичен брак) в Грисхайм на 4 септември 1788 г. за Каролина Луиза Салома Зайц, „баронеса фон Фридрих“ (* 24 юни 1768 в Дармщат; † 20 юни 1812 в Дармщат).  Те имат един син:
- Фердинанд Август (1800 – 1879), фрайхер, женен във Вюрцбург на 10 юли 1826 г. за Франциска Анна Вер (1803 – 1844).